# Remington Модель 721
Модель 721 та Модель 722 разом з пізнішим варіантом Модель 725 є спортивними гвинтівками з ковзним затвором, які виробляла компанія Remington Arms з 1948 по 1961 роки. Моделі 721/722 замінили Модель 720. Модель 721/722 вважається однією з перших сучасних, економічно вироблених спортивних гвинтівок, конструкція якої значною мірою була використана в наступній дуже успішній Моделі 700. Виготовлені з високою точністю, вони відомі винятковою точністю. Конструкція затвора та ствольної коробки, базуються на затворі Mauser, їх вважають одними з найміцніших з тих, що виробляли. Зразки у відмінному стані стали колекційними.

## Історія

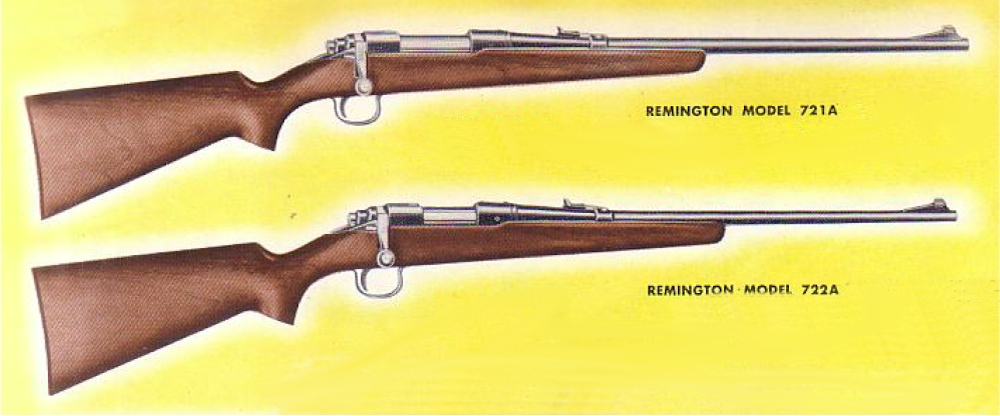
Remington Модель 721A та 722A представлені в 1948 році

До Другої світової війни стандартною спортивною гвинтівкою була Remington Модель 30. Однак під час Другої світової виробництво було припинено.
Під час Другої світової війни компанія Remington отримала досвід з більш ефективного виробництва великої кількості бойової вогнепальної зброї. На кінець війни технології виробництва значно покращилися. Згідно з цими стандартами старі конструкції, так і як Модель 30 (а також варіанти Моделі 720), були трудомісткими та дорогими у виробництві, а тому не могли використовувати переваги виробничих досягнень.
Затвор Mauser M 98 був визнаний найкращим для спортивних гвинтівок, але був складним і вимагав змін у конструкції, щоб краще використовувати переваги сучасних технологій виробництва.
Замість того, щоб продовжувати виробництво старих гвинтівок, випуск яких став дорогим, компанія Remington вирішила розробити абсолютно нову та сучасну конструкцію гвинтівки разом з Майком Волкером і Гомером Янгом. Це все було використано при розробці гвинтівок Remington Модель 721 / 722.
В 1948 році було представлено нову Модель 721/722. Розкішні версії з'явились в 1955 році. В 1958 році було представлено Модель 725. Всі ці моделі мають однакову конструкцію і відрізняються лише функціями, а тому їх можна розглядати в статті про Модель 721. Виробництво Моделі 721 припинили в 1961 році, а в 1962 році почали випускати Модель 700, яка її замінила. Модель 700 також розрив Майк Волкер та широко використав конструкцію Моделі 721 з сучасними естетичними покращеннями.

## Деталі конструкції

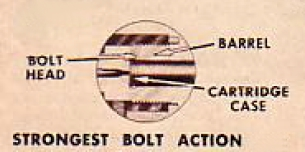
Компанія Remington описала затвор, як найпотужніший з будь-коли розроблених, коли він був представлений із закритою головкою затвора, укладеною в ствол

У порівнянні з затвором Mauser 98, компанія Remington внесла кілька змін, що зменшило час виробництва та ціну, а також покращили точність. Перша зміна — переробка конструкції ствольної коробки з фрезерованої на закруглений профіль. Круглу ствольну коробку можна виготовити на токарному верстаті, а не на фрезерному. Виступ відбою являв собою просту сталеву пластину, яка була вставлена між стволом та ствольною коробкою (як у Savage Модель 1920, але навіть простіший).
Реклама Remington стверджувала, що гвинтівка має «найміцніший затвор зі створених» з новою закритою головкою затвора. Затвор було перероблено і зроблено з кількох частин. Великий зуб екстрактора замінили невеликим, але ефективна деталь встановлена в новій потопленій поверхні затвора. Ежектор тепер являв собою поршень на торці затвора, а не лезо, встановлене в ствольній коробці.
Було встановлено новий регульований спусковий механізм, що забезпечує різкіший і чіткіший постріл. Також було зроблено нову конструкцію запобіжника. Такі самі спусковий гачок і запобіжник використовувалися в наступній Моделі 700 і зрештою їх розкритикували через проблеми з безпекою.
Стандартні заводські характеристики включали конічний ствол, ложу з американського горіха, полірований затвор і УСМ, свердління та нарізку для кріплення прицілу, магазин на чотири набої, регульований цілик, матовану мушку, металеву пластину приклада. Серед додаткових функцій були фігурні горіхові ложі, насічки на руків'ї та антабки для ременя.

### Недолік запобіжника в конструкції ударно-спускового механізму
Ще до того, як гвинтівка була випущена для публіки, було виявлено потенційно фатальний недолік у конструкції: дефект УСМ — постріл міг відбутися без натискання спускового гачка. Майк Волкер запропонував виправлення, яке відхилили через додаткову вартість в 5,5 центів (з поправкою на інфляцію: $0,67) на гвинтівку у витратах на виробництво. Попри тисячі скарг як від цивільних клієнтів, так і від військових, а також чимало смертей, проблема не була вирішена навіть після закінчення виробництва Моделі 721 і успадкована Моделлю 700.

## Виробництво
Компанія Remington випускала Модель 721 в Іліоні, штат Нью-Йорк. Було випущено приблизно наступну кількість гвинтівок:
- Модель 721 та Модель 722: ~118,000[1]
- Модель 725: ~17,000

## Варіанти моделей
- Модель 721A Стандарт
- Модель 721BDL Делюкс
- Модель 722A Стандарт
- Модель 722BDL Делюкс
- Модель 725ADL Делюкс

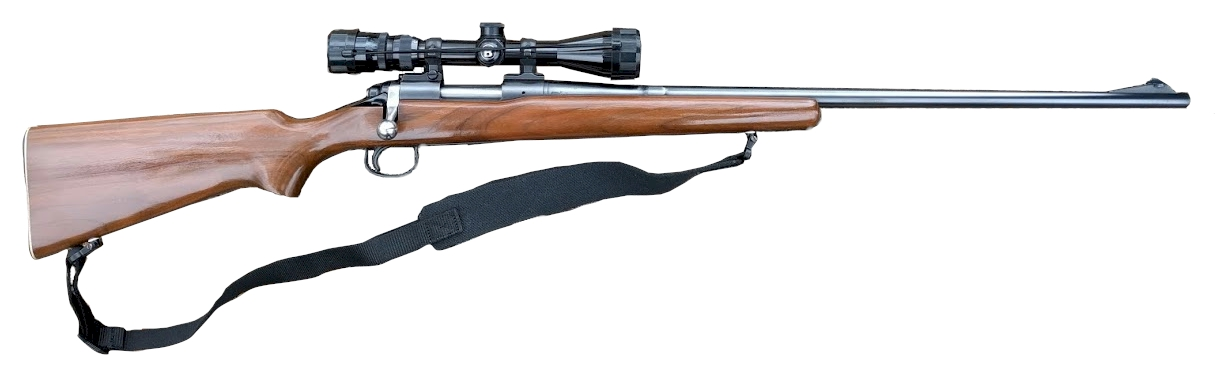
Remington Модель 722A 1955 року під набій .244

Більшість магазинних гвинтівок мали магазин на 4 набої. Версія .222 Remington вміщала 5 набоїв, а версія під набій .300 H&H Magnum та інші схожі великі набої мала магазин на 3 набої. Стволи мали конічну форму, довжина в залежності від року випуску та калібру становила від 22 до 26 дюймів.

### Модель 721
Модель 721 мала довгий затвор, який дозволяв стріляти довгими набоями.
Стандартна Модель 721A була доступна всі роки виробництва. Серед характеристик стандартної моделі були спортивна ложа з американського горіха, полірований затвор та УСМ, місця для кріплення прицілів, магазин на чотири набої, регульований цілик, матову мушку на рампі, металевий затильник на прикладі.
Розкішну Модель 721BDL випускали з 1955 по 1957, після чого її замінила Модель 725. Окрім характеристик стандартної версії, у версії BDL була набірна фігурна ложа з американського горіха, насічка на руків'ї та антабки для ременя.
Версія під набій .300 H&H Magnum мала гумовий затильник. Коробчастий магазин вміщував лише три набої.

### Модель 722
Модель 722 мала короткий затвор для використання коротких набоїв.
Стандартна Модель 722A була доступна всі роки виробництва. Серед характеристик стандартної моделі були спортивна ложа з американського горіха, полірований затвор та УСМ, місця для кріплення прицілів, магазин на чотири набої, регульований цілик, матову мушку на рампі, металевий затильник на прикладі.
Розкішну Модель 722BDL випускали з 1955 по 1957, після чого її замінила Модель 725. Окрім характеристик стандартної версії, у версії BDL була набірна фігурна ложа з американського горіха, насічка на руків'ї та антабки для ременя.
Версію під набій .222 Remington часто виділяли з інших версій Моделі 722 і продавали як гвинтівку проти шкідників, часто зі стволом довжиною 26 дюймів.

### Модель 725

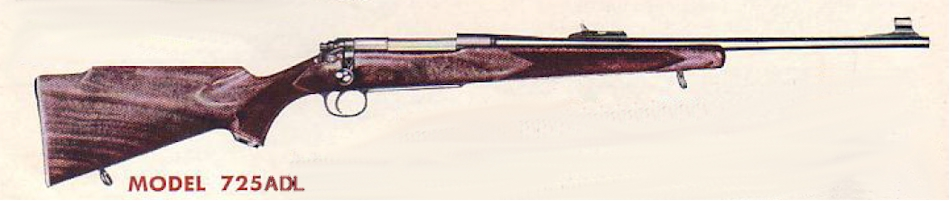
Remington 725ADL представлена 1960 році

В 1958 році було представлено Модель 725ADL для заміни гвинтівок 721BDL та 722BDL. Модель 725ADL випускали з 1958 по 1961 роки. На відміну від Моделей 721/722, Модель 725 випускали лише з довгим затвором, попри те, що можна було стріляти довгими та короткими набоями. Модель 725ADL мала горіхове ложе Монте-Карло на відміну від спортивного ложа Моделей 721/722. Для спрощення розрядки зброї було додано відкидну пластину в нижній частині. Більшість з цих особливостей було використано в Моделі 700, що підкреслило Модель 725ADL, як перехідну. Проте в Моделі 725ADL було використано старішу конструкцію запобіжника на відміну від нових запобіжників в Моделях 721/722, як і в Моделі 700. В 1961 році було випущено рідкісну лімітовану Модель 725 Kodiak. Цей варіант заряджався набоями .375 H&H Magnum та .458 Winchester Magnum.

### Моделі по рокам
| Рік  | Стандарт   | Розкішна       |
| ---- | ---------- | -------------- |
| 1948 | 721A, 722A |                |
| 1949 | 721A, 722A |                |
| 1950 | 721A, 722A |                |
| 1951 | 721A, 722A |                |
| 1952 | 721A, 722A |                |
| 1953 | 721A, 722A |                |
| 1954 | 721A, 722A |                |
| 1955 | 721A, 722A | 721BDL, 722BDL |
| 1956 | 721A, 722A | 721BDL, 722BDL |
| 1957 | 721A, 722A | 721BDL, 722BDL |
| 1958 | 721A, 722A | 725ADL         |
| 1959 | 721A, 722A | 725ADL         |
| 1960 | 721A, 722A | 725ADL         |
| 1961 | 721A, 722A | 725ADL         |

### Калібри
Залежно від року випуску та варіанту моделі компанія Remington випускала гвинтівки під різні набої.
| Рік  | Модель 721 | Модель 721 | Модель 721 | Модель 721 |
| ---- | ---------- | ---------- | ---------- | ---------- |
| 1948 | 270 Win    |            | 300 Mag    | 30-06      |
| 1949 | 270 Win    |            | 300 Mag    | 30-06      |
| 1950 | 270 Win    |            | 300 Mag    | 30-06      |
| 1951 | 270 Win    |            | 300 Mag    | 30-06      |
| 1952 | 270 Win    |            | 300 Mag    | 30-06      |
| 1953 | 270 Win    |            | 300 Mag    | 30-06      |
| 1954 | 270 Win    |            | 300 Mag    | 30-06      |
| 1955 | 270 Win    |            | 300 Mag    | 30-06      |
| 1956 | 270 Win    |            | 300 Mag    | 30-06      |
| 1957 | 270 Win    |            | 300 Mag    | 30-06      |
| 1958 | 270 Win    |            | 300 Mag    | 30-06      |
| 1959 | 270 Win    |            | 300 Mag    | 30-06      |
| 1960 | 270 Win    | 280 Rem    | 300 Mag    | 30-06      |
| 1961 | 270 Win    | 280 Rem    | 300 Mag    | 30-06      |

| Рік  | Модель 722 | Модель 722 | Модель 722 | Модель 722 | Модель 722  | Модель 722 | Модель 722 |
| ---- | ---------- | ---------- | ---------- | ---------- | ----------- | ---------- | ---------- |
| 1948 |            |            |            |            | 257 Roberts | 300 Sav    |            |
| 1949 |            |            |            |            | 257 Roberts | 300 Sav    |            |
| 1950 | 222 Rem    |            |            |            | 257 Roberts | 300 Sav    |            |
| 1951 | 222 Rem    |            |            |            | 257 Roberts | 300 Sav    |            |
| 1952 | 222 Rem    |            |            |            | 257 Roberts | 300 Sav    |            |
| 1953 | 222 Rem    |            |            |            | 257 Roberts | 300 Sav    |            |
| 1954 | 222 Rem    |            |            |            | 257 Roberts | 300 Sav    |            |
| 1955 | 222 Rem    |            |            | 244 Rem    | 257 Roberts | 300 Sav    | 308 Win    |
| 1956 | 222 Rem    |            |            | 244 Rem    | 257 Roberts | 300 Sav    | 308 Win    |
| 1957 | 222 Rem    |            |            | 244 Rem    | 257 Roberts | 300 Sav    | 308 Win    |
| 1958 | 222 Rem    | 222 Mag    |            | 244 Rem    | 257 Roberts | 300 Sav    | 308 Win    |
| 1959 | 222 Rem    | 222 Mag    |            | 244 Rem    | 257 Roberts | 300 Sav    | 308 Win    |
| 1960 | 222 Rem    | 222 Mag    | 243 Win    | 244 Rem    | 257 Roberts |            | 308 Win    |
| 1961 | 222 Rem    | 222 Mag    | 243 Win    | 244 Rem    | 257 Roberts |            | 308 Win    |

| Рік  | Модель 725 | Модель 725 | Модель 725 | Модель 725 | Модель 725 | Модель 725 | Модель 725 | Модель 725   |
| ---- | ---------- | ---------- | ---------- | ---------- | ---------- | ---------- | ---------- | ------------ |
| 1958 |            |            |            | 270 Win    | 280 Rem    | 30-06      |            |              |
| 1959 | 222 Rem    |            | 244 Rem    | 270 Win    | 280 Rem    | 30-06      |            |              |
| 1960 | 222 Rem    | 243 Win    | 244 Rem    | 270 Win    | 280 Rem    | 30-06      |            |              |
| 1961 | 222 Rem    | 243 Win    | 244 Rem    | 270 Win    | 280 Rem    | 30-06      | .375 H&H   | .458 Win Mag |

## Спадщина
Після появи вартість гвинтівки становила менш як 90 дол. США (зараз приблизно 1096 дол. США), вони були доступні за ціною та схвально прийняті публікою. Гвинтівки заробили репутацію завдяки своїй точності, порівняно з масовими спортивними гвинтівками того часу. Хоча ціни були доступними, стандартну версію критикували за простий зовнішній вигляд та штамповану сталеву спускову скобу.
Ларрі Поттерфілд, засновник і генеральний директор MidWayUSA, назвав модель 721 такою, що «заслужила місце в залі слави вогнепальної зброї». Він описав її як потужну, точну, економічну та добре прийняту гвинтівку.
Можливо, найстійкішою спадщиною Моделі 721 є гвинтівка Remington Model 700, яка була бестселером серед гвинтівок з ковзним затвором і вважається найкращою мисливською гвинтівкою. Модель 700 замінила Модель 721 в 1962, але багато в чому конструктивно повторює Модель 721, але з сучасними естетичними покращеннями (багато з яких з'явилось в Моделі 725). Сьогодні багато хто цінує і колекціонує зброю сімейства 721, особливо ті, які знаходяться у відмінному стані, з рідкісними характеристиками або незвичайними калібрами.